# Borat: Aprenentatges culturals a Amèrica per fer contribució a la gloriosa nació del Kazakhstan
Borat: Aprenentatges culturals a Amèrica per fer contribució a la gloriosa nació del Kazakhstan (títol original en anglès, Borat: Cultural learnings of America for Make Benefit Glorious Nation of Kazahkstan, sovint simplificat com Borat), és un fals documental estatunidenc dirigit per Larry Charles el 2006, estrenat als Estats Units el 2006. Ha estat doblat al català.
La pel·lícula, distribuïda per la 20th Century Fox, ha estat escrita, produïda, i interpretada per l'actor britànic Sacha Baron Cohen, que havia desenvolupat el personatge principal, Borat Sagdiyev, a través dels seus esquetxos. És la segona pel·lícula centrada sobre un dels personatges creats per Cohen en el seu programa de televisió Da Ali G Show després Ali G estrenada el 2002.
Malgrat una estrena reduïda als Estats Units, la pel·lícula va ser un èxit comercial, i de la crítica. Sacha Baron Cohen va guanyar el Globus d'Or al millor actor musical o còmic i va ser nominada a l'Oscar al millor guió adaptat.
La pel·lícula va estar envoltada de controvèrsies des del començament del seu rodatge. El seu personatge principal va ser denunciat pel seu caràcter homòfob, sexista i antisemita (tot i que Larry Charles, el director, i Sacha Baron Cohen són jueus). Alguns han considerat igualment aquesta pel·lícula com islamòfoba, deixant el Kazakhstan com un país endarrerit i bàrbar. La pel·lícula va crear gairebé un incident diplomàtic amb Nursultan Nazarbàiev, el president del Kazakhstan. La pel·lícula va ser censurada a nombrosos països musulmans amb l'excepció notable del Líban. El comitè de censura rus no ha certificat la pel·lícula, sense poder censurar-la, impedint així la seva difusió a les sales de cinema.
Borat va sortir en DVD el 2007.

## Argument

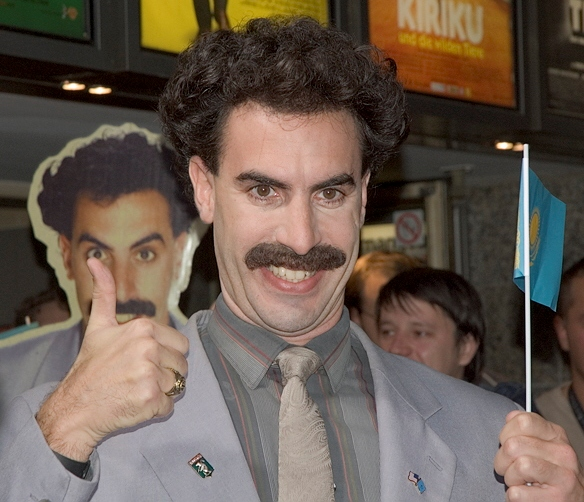
Sacha Baron Cohen en la preestrena de Borat a Colònia.

Borat Sagdiyev és un periodista kazakh vivint a la petita ciutat de Kuzek. El ministeri de la Informació del seu país l'envia als Estats Units per prendre lliçons i millorar el nivell de vida del Kazakhstan. De fet, la major part de la pel·lícula és constituïda d'entrevistes entre Borat i dels Americans. Marxa amb el seu productor, Azamat Bagatov, i el seu pollastre domèstic.
A la seva arribada a Nova York, Borat prova de mantenir contactes amb els vianants, tot satisfent les seves necessitats naturals en ple carrer i volent comprar les noies que li agraden. Troba primer de tot un professor d'humor, i costa el concepte sobre les sogres (que, segons ell, impliquen per força el sexe). Un vespre a la seva habitació d'hotel, mira un episodi de la sèrie Alerta A Malibu i s'enamora de Pamela Anderson. En una trobada amb feministes (a les quals intenta fer conèixer els recents descobriments d'un savi, el doctor Yamak, segons els quals la dona té un cervell més petit que l'home), s'assabenta que l'actriu viu a Califòrnia. Poc després, rep un telegrama comunicant-li que la seva esposa ha estat morta per un os.
Convenç doncs Azamat de marxar a Los Angeles, després d'haver-li explicat que s'hi trobaven «Pearl Harbor i Texas». Tanmateix, Azamat tement un nou atemptat (creu que els de l'11 de setembre de 2001 han estat organitzats pels jueus) es nega a agafar l'avió. Borat després compra una camioneta de venedor de gelats. La primera etapa del seu periple és Washington DC, casa del «Gran Cap de la Guerra Bush 1r». Troba la Desfilada de l'orgull gai i dos polítics (Bob Barr i Alan Keyes). Borat participa llavors en una emissió televisada on destaca durant el butlletí de meteorologia, després marxa per cantar en un rodeo. Després d'haver excitat la multitud donant suport a la guerra de l'Iraq en un discurs encès, es posa a cantar l'himne nacional kazakh sobre l'himne estatunidenc, provocant disturbis.
A la carretera, cau sobre uns brocanters que creu que són gitanos de qui vol agafar llàgrimes, ja que serveixen per portar felicitat. Hi troba una revista consagrada a Alerta a Malibu, que roba i conserva com una relíquia.
Borat i el seu productor s'aturen igualment en un Bed and breakfast ostentat per jueus, que intenten escapar-se per temor de ser assassinats. Intenten llavors sense èxit comprar una arma, però aconsegueixen en canvi comprar una ossa que anomenen Oksana (com la dona de Borat).
Borat s'apunta llavors a lliçons de savoir-vivre després assisteix a un sopar en el transcurs del qual impacta moltes vegades l'assistència portant a la taula una bossas amb els seus excrements, i convidant una prostituta, Luenell, per a les postres. Volent comprar un regal per a Pamela, destrueix en gran part una botiga d'antiguitats i intenta pagar-los amb pèls pubians. Un vespre quan surt del seu bany, Borat descobreix Azamat masturbant-se davant una fotografia de Pamela. Es llancen a un combat acarnissat, després prossegueixen completament nus, Borat brandant un puny de plàstic, pels passadissos del seu hotel per acabar enmig d'una conferència. L'endemà, Azamat marxa emportant-se el passaport de Borat. Havent-se quedat sense benzina, és agafat per una autocaravana d'una fraternitat estudiant de Carolina del Sud. Després d'haver remullat jla seva trobada, miren una pel·lícula pornogràfica que posa en escena Pamela Anderson. Borat, que la creia verge, queda consternat.
S'acaba adormint davant una església pentecostalista i es desperta durant una cerimònia en el curs de la qual Chip Pickering (representant del Congrés dels Estats Units i James W. Smith Jr. (jutge del Tribunal Suprem dels Estats Units) l'ensenyen a perdonar. Amb aquests «amics d'aquest Jesús de Natzaret», aconsegueix arribar a Los Angeles on troba Azamat disfressat d'Oliver Hardy (Borat creu que va disfressat d'Adolf Hitler). Es reconcilien, i Azamat ensenya a Borat l'informe que ha preparat sobre Pamela Anderson. Aquesta ha de signar autògrafs en un Virgin Megastore.
Borat s'hi presenta doncs amb la seva «bossa de matrimoni» i intenta agafar-la, però és detingut pels guardaespatlles de la vedette. Troba finalment Luenell i torna al Kazakhstan. Diversos mesos més tard, el seu poble ha evolucionat bé: ha convertit els seus habitants al cristianisme (crucifiquen els jueus en lloc de perseguir-los), i hi ha introduït les noves tecnologies (lectors de DVD i televisions LCD).

## Repartiment
- Sacha Baron Cohen: Borat Sagdiyev
- Ken DavitiEan: Azamat Bagatov
- Pamela Anderson: Ella mateixa
- Luenell Campbell: Luenell, la prostituta

## Un«mockumentary»o «fals documental paròdic»
Borat és un «mockumentary» (fals documental paròdic)» que caricaturitza el Kazakh lambda i el seu país. El Kazakhstan és o descrit com un país assedegat de l'American Way of Life i totalment subdesenvolupat. Amb menys de cinquanta anys, la mare de Borat és la degana del seu poble, el mecànic és també avortador, els cotxes són tirats per cavalls i Borat pren banys de sol prop de les clavegueres.
La gran majoria de les escenes no han estat escrites, i els personatges filmats no són actors, a excepció de Borat, Azamat, Luenell la prostituta i Pamela Anderson. L'escena de l'antiquari ha estat escrita abans, Cohen tenia por de trencar objectes de valor històric. Els crèdits parlen igualment un naked fight coordinator (coreògraf del combat nu). El rodatge es va acabar gairebé el gener de 2005 quan Cohen crea un disturbi durant l'escena del rodeo. En total, la policia ha estat cridada 91 vegades en el transcurs del rodatge En una entrevista, Sacha Baron Cohen ha declarat que es van rodar 400 hores de pel·lícula. Els personatges que no són interpretats per actors professionals a la pel·lícula han hagut de signar un contracte estipulant que no demandarien la producció
Cap personatge de la pel·lícula no parla kazakh. Sacha Baron Cohen parla hebreu, i l'actor estatunidenc d'origen armeni Ken Davitian parla en armeni al llarg de la pel·lícula. Els textos de la pel·lícula utilitzen l'alfabet ciríl·lic rus, però les paraules escrites no volen dir res. Els noms de certs llocs són fins i tot escrits en lettres llatines invertides. Per contra, les expressions utilitzades per Borat són inspirades en llengües eslaves existents. Així, « jagshemash » és molt a prop del polonès « jak się masz? » (« Com vas ? ») Igualment, quan intenta calmar la seva vaca i la seva gallina, ell anomenat «tysché», molt a prop de l'expressió russa que significa «calma!»
Pel que fa als crèdits, si l'himne nacional kazakh és en realitat una paròdia composta per Erran Baron Cohen (el germà de Sacha Baron Cohen), les imatges són publicitat estonianes dels anys 1980. S'hi veu igualment Ilham Alíev, president actual de l'Azerbaidjan.

## Rebuda

### Estrena a sales
Borat es va presentar per primera vegada durant el Comic-con de San Diego el 21 de juliol de 2006. La primera projecció de pagament va tenir lloc durant el Festival de cinema de Transverse City de 2006 i la pel·lícula hi va guanyar un premi.
El llançament oficial de la pel·lícula es va fer a Toronto el 7 de setembre de 2006 al teatre de la Universitat Ryerson durant el Festival Internacional de Cinema de Toronto. Sacha Baron Cohen hi va arribar disfressat de Borat. Un incident va tenir lloc en el curs de projecció; per impacientar l'audiència, l'actor ha fet alguns esquetxos improvisats en escena (concloent dient: «Un cop més dels jueus !»), després la projecció va passar a l'endemà. Dustin Hoffman hi va assistir
A finals d'octubre de 2006, la 20th Century Fox va baixar el nombre de sales de 2000 a 800. Aquesta decisió sorprenent no ha impedit ser al primer lloc al box office, superant Flushed Away i The Santa Clause 3: The Escape Clause estrenades la mateixa setmana. Per a la segona setmana de projecció americana, la Fox va recaptar un total de 68 milions de dòlars. El 26 de novembre de 2006, la pel·lícula va passar del tercer al cinquè lloc amb un total de 109,3 milions de dòlars de recaptacions en aquella data. La pel·lícula supera igualment Star Wars Episode III: Revenge of the Sith, Pirates of the Caribbean: Dead Man's Chest i Spider Man el seu primer cap de setmana d'explotació

### Rebuda de la critica
Tant als Estats Units d'Amèrica com a França, l'acollida crítica ha estat globalment molt positiva Així L'Exprés parla d'«una obra subversiva d'antropòleg advertit», d'un «temible i hilarant road-movie documental» i Telerama considera que «això és gran art». L'indret britànic Rotten Tomatoes li dona una mitjana d'un 91% per a 210 crítiques. Metacritic li dona per la seva part un resultat de 89 sobre 100.
Tanmateix, alguns crítics han criticat la pel·lícula. Així, Joe Queenan considera que Sacha Baron Cohen no és que un «odiós bufó» (odious twit»). A França le Figaro parla d'«acudit pesat», i L'Humanité parla d'una «gran pallassada» que humilia els països del Tercer Món.

## Premis i nominacions[calcitació]

### Premis
- 2007. Globus d'Or al millor actor musical o còmic per Sacha Baron Cohen

### Nominacions
- 2007. Oscar al millor guió adaptat per Sacha Baron Cohen, Anthony Hines, Peter Baynham, Dan Mazer i Todd Phillips
- 2007. Globus d'Or a la millor pel·lícula musical o còmica

## Controvèrsies

### Crítiques de part del Kazakhstan
El president Nursultan Nazarbàiev ha demanat en la seva visita a la Casa Blanca tractar el «problema Borat». La producció de la pel·lícula també ha utilitzat les crítiques oficials kazakhes com a mitjà de promoció. Així, de cara a la campanya duta pel Kazakhstan per oposar-se «a l'efecte Borat», Sacha Baron Cohen ha respost fent un discurs com a Borat davant la Casa Blanca, on ha denunciat aquesta campanya com la propaganda dels «diabòlics imbècils» uzbekos. (a la pel·lícula, l'Uzbekistan és el principal enemic del Kazakhstan). La pel·lícula no ha estat tanmateix prohibida al país però ha estat desaprovada. De fet, Gemini films va acceptar de no distribuir-lo al país
Tanmateix, si la pel·lícula embruta la imatge del Kazakhstan, són sobretot els Estats Units els que experimentessin les crítiques més fortes. També, la revista kazakha Karavan considera Borat com «la millor pel·lícula de l'any». El periodista Andrei Shukhov afegeix que «no és una pel·lícula antikazakha, antiromanesa o antisemita... És una pel·lícula terriblement anti-americana!»
L'escriptor kazakh Sapabek Asip-uly ha demanat fins i tot al que s'atorgui un premi a la pel·lícula, ja que «Borat ha aconseguit a fer néixer una immensa ona d'interès mundial per al Kazakhstan». En resposta el govern kazakh hauria invertit 40 milions de dòlars per a la pel·lícula Nomad, que conta la lluita dels kazakhs contra les invasions mongoles. Després de l'estrena de la pel·lícula, el president del Kazakhstan ha canviat la seva posició, aportant el seu suport a la pel·lícula per haver augmentat la popularitat del seu país. A més, el nombre de Dvd encarregats al Kazakhstan és enorme segons Amazon Paradoxalment, el poble d'origen de Borat no ha estat filmat al Kazakhstan sinó a Romania.

### Acusacions de racisme
El Centre europeu de Recerca sobre l'Antitziganisme que treballa contra els atacs perpetrats en contra dels gitanos ha contractat un procediment a Alemanya contra Borat per a la utilització regular del terme «gitano» (gypsies) a la pel·lícula. En efecte, quan intenta comprar un cotxe, Borat pregunta al venedor a quina velocitat ha de rodar per estar segur de matar els gitanos que aixafa. La queixa acusava la pel·lícula de difamació i d'incitació a la violència contra un grup ètnic. Finalment, la 20th Century Fox ha fet retirar les paraules difamatòries dels anuncis alemanys de la pel·lícula i del seu lloc web oficial.
Borat ha estat igualment atacat fins i tot abans de la seva realització per l'Anti-Defamation League. L'ADL ha fet una declaració sobre el problema pel caràcter antisemita del personatge Borat. Sacha Baron Cohen ha respost a això que, sent ell mateix jueu practicant, considerava el personatge de Borat com un mitjà per denunciar l'antisemitisme del qual fan prova alguns. L'ADL va respondre considerant que, si les posicions de Cohen fossin clares, no és segur que els espectadors estiguessin en condicions de comprendre la broma A més, a Da Ali G Show, Borat interpretava una cançó considerada molt popular al Kazakhstan, In My Country There Is Problem la tornada de la qual és Throw the Jew Down the Well que surt en els extres del DVD. L'Adl havia enviat una carta a Cohen en el mateix sentit que el que s'havia vist abans de la pel·lícula

### Censura
La pel·lícula ha estat censurada a tot els món àrab a excepció del Líban. El censor de Dubai Yousuf Abdul Hamid va qualificar la pel·lícula de «dolenta, grollera i completament ridícula». Ha afegit que els seus col·legues i ell mateix havien marxat abans d'acabar la projecció i que només una mitja hora de la pel·lícula podria ser projectada si es traguessin totes les parts ofensives.
A Rússia, l'Agència federal de la cultura i de cinematografia s'ha negat a donar el seu aval a la pel·lícula sense poder censurar-lo (només una decisió de la justícia pot censurar una pel·lícula a Rússia). La pel·lícula no ha pogut ser projectada a les sales de cinema.

### Persecució de part dels actors no professionals

#### Comentaris dels participants
Abans del rodatge, tots els participants han hagut de signar un document estipulant que no intentarien perseguir els directors per difamació o frau. A més, un missatge al final dels crèdits estipula que «cap persona real representada o apareixent a la pel·lícula no respon del seu contingut».
Després de l'estrena de la pel·lícula, una productora de WAPT-TV a Jackson (Mississipi), Dharma Arthur, ha escrit una carta a Newsweek dient que l'aparició de Borat en la seva emissió li havia costat el seu lloc. 
| « | A causa d'ell, el meu patró ha perdut confiança en les meves capacitats i vigilava tot el que feia després d'això… Quina vergonya que un home que deixa tantes desgràcies darrere d'ell sigui considerat com un genial còmic | » |

. Ha declarat igualment que tanmateix havia deixat la cadena per decisió pròpia
Bobby Rowe, el productor del rodeo de Salem (Virgínia de l'Oest) en el transcurs del qual Borat crea disturbis, ha contat com havia estat contactat «mesos» abans l'esdeveniment per «una companyia cinematogràfica americana, amb seu a Califòrnia que deia realitzar un documental sobre un immigrant rus». Li va permetre cantar l'himne nacional estatunidenc després d'haver-li-ho fet escoltar en un casset. Tanmateix, malgrat algunes paraules vehements contra els homosexuals (diu clarament que caldria penjar-los), no s'inquieta de la imatge que la pel·lícula dona d'ell.
Les informacions discrepen sobre l'escena on Borat i Azamat s'escapen d'un bed and breakfast portat per una parella de jueus. Segons el diari The Sun, Miriam i Joseph Behar (els hostes) haurien trobat l'escena «molt insultant». Tanmateix, la revista en línia Salon els cita d'una tota altra manera. Diuen que la pel·lícula és «destacable», que Sacha Baron Cohen era «molt simpàtic i educat» i que és «un geni». Boston Globe va publicar igualment una entrevista de la parella que considera que la pel·lícula és «més antimusulmana que antisemita,» i que no són ells els ridículs en l'escena sinó Borat

#### Persecucions de part dels participants
Dos estudiants de la universitat de Carolina del Sud (que van agafar Borat en autoestop), Justin Seay i Christopher Rotunda han intentat un procés contra Borat. Van alegar haver estat objecte de manipulacions: el seu consentiment els hauria estat arrabassat mentre que eren en situació d'embriaguesa. Es va desestimar el febrer de 2007. Van intentar també anul·lar la sortida del DVD. Un home s'ha queixat igualment per haver aparegut en una difosa escena tallada a Internet mostran-lo en els banys d'un restaurant amb Borat, aquest últim burlant-se dels seus genitals.
La cantant gitana Esma Redjèpova ha perseguit igualment l'equip de la pel·lícula per haver utilitzat la seva cançó Chaje Šukarije sense permís. Els habitants del poble de Glod, en la Província de Dâmboviţa a Romania, on han estat rodades les escenes que representen el poble de Borat, l'han denunciat, considerant que la pel·lícula els feia passar per a imbècils incivilitzats. Es queixen igualment dels seus salaris massa baixos. Demanaven 38 milions de dòlars, però el jutge Loretta Preska ha considerat el desembre de 2006 que els càrrecs eren massa vagues